# 제이슨 로바즈 시니어
제이슨 로바즈 시니어(Jason Robards Sr., 1892년 12월 31일 ~ 1963년 4월 4일)는 미국의 배우, 연극 배우, 영화배우이다.

## 영화
- 와일드 인 더 컨트리 (1961년)
- 미스터 브랜딩스 (1948년)
- 딕 트레이시 미츠 그루섬 (1947년)
- 딕 트레이시의 딜레마 (1947년)
- 반조 (1947년)
- 농부의 딸 (1947년)
- 딕 트레이시 대 큐볼 (1946년)
- 베들램 (1946년)
- 크리미널 코트 (1946년)
- 좀비 온 브로드웨이 (1945년)
- 딕 트레이시 (1945년)
- 죽음의 섬 (1945년) - 올브라이트 역
- 조지 화이트의 스캔달 (1945년)
- 죽음의 게임 (1945년)
- 마드모아젤 피피 (1944년)
- 그린 호넷 2 (1941년)
- 조로 파이팅 리전 (1939년)
- 파리의 분노 (1938년)
- 마르코 폴로의 모험 (1938년)
- 돌아온 조로 (1937년)
- 더 파이어플라이 (1937년)
- 십자군 (1935년)
- 메리 위도우 (1934년)
- 파리 (1929년)